# Lakíthra
Lakíthra är en ort i Grekland.   Den ligger i prefekturen Nomós Kefallinías och regionen Joniska öarna, i den sydvästra delen av landet, 280 km väster om huvudstaden Aten. Lakíthra ligger 172 meter över havet och antalet invånare är 341. Den ligger på ön Kefalonia Island.
Terrängen runt Lakíthra är varierad. Havet är nära Lakíthra åt sydväst. Närmaste större samhälle är Argostoli, 6,7 km norr om Lakíthra. 